# Aguti honduraski
Aguti honduraski (Dasyprocta ruatanica) – gatunek gryzonia z rodziny agutiowatych, zamieszkujący endemicznie honduraską wyspę Roatán. Międzynarodowa Unia Ochrony Przyrody (IUCN) wymienia gatunek w Czerwonej księdze gatunków zagrożonych jako zagrożony (EN).

## Tryb życia
Aguti honduraski wiedzie naziemny tryb życia.

## Ekologia
Jest roślinożercą. Żywi się owocami migdałeczników, kokosa właściwego, kwiatami hibiskusa i strąkami gatunków roślin strączkowych z rodzaju Pentaclethra.

### Siedlisko
Aguti honduraski zasiedla tereny porośnięte krzewami i lasami tropikalnymi.

## Rozmieszczenie geograficzne
Aguti honduraski jest endemitem honduraskiej wyspy Roatán.